# Juan Carlos García (football, 1988-2018)
Pour les articles homonymes, voir García.
Juan Carlos García, né le 8 mars 1988 à Tela et mort le 8 janvier 2018, est un footballeur international hondurien, évoluant au poste d'arrière gauche.

## Biographie
Juan Carlos a évolué de 2013 à 2016 au Wigan Athletic Club en Angleterre, il a inscrit son seul et unique but avec le Honduras pendant les qualifications de la coupe du monde 2014, une victoire 2-1 du Honduras face aux États-Unis, il meurt le 8 janvier 2018 d’une leucémie diagnostiquée 3 ans plus tôt.

## Palmarès

### En club
CD Marathón :
- Champion du Honduras (tournoi d'ouverture) en 2007, 2008 et 2009

 CD Olimpia :
- Champion du Honduras en 2011-2012 et 2012-2013

### En sélection
Équipe du Honduras :
- Vainqueur de la Copa Centroamericana en 2011

## Statistiques

### Statistiques détaillées par saison
Le tableau ci-dessous récapitule les statistiques en match officiel de Juan Carlos García :
| Saison                | Club                  | Championnat           | Championnat | Championnat | Coupe(s) nationale(s) | Coupe(s) nationale(s) | Compétition(s) continentale(s) | Compétition(s) continentale(s) | Compétition(s) continentale(s) | Autres compétitions | Autres compétitions | Autres compétitions | Total | Total |
| Saison                | Club                  | Division              | M.          | B.          | M.                    | B.                    | Comp.                          | M.                             | B.                             | Comp.               | M.                  | B.                  | M.    | B.    |
| 2007-2008             | CD Marathón           | 1                     | 11          | 0           | -                     | -                     | -                              | -                              | -                              | -                   | -                   | -                   | 11    | 0     |
| 2008-2009             | CD Marathón           | 1                     | 22          | 1           | -                     | -                     | LCC                            | 7                              | 1                              | -                   | -                   | -                   | 29    | 2     |
| 2009-2010             | CD Marathón           | 1                     | 20          | 0           | -                     | -                     | LCC                            | 5                              | 0                              | -                   | -                   | -                   | 25    | 0     |
| 2010-2011             | CD Olimpia            | 1                     | 30          | 0           | -                     | -                     | LCC                            | 5                              | 0                              | Playoffs            | 6                   | 0                   | 41    | 0     |
| 2011-2012             | CD Olimpia            | 1                     | 27          | 2           | -                     | -                     | LCC                            | 1                              | 0                              | Playoffs            | 5                   | 0                   | 33    | 2     |
| 2012-2013             | CD Olimpia            | 1                     | 23          | 2           | -                     | -                     | LCC                            | 4                              | 1                              | Playoffs            | 6                   | 1                   | 33    | 4     |
| 2013-2014             | Wigan Athletic        | 2                     | 0           | 0           | 1                     | 0                     | C3                             | 0                              | 0                              | -                   | -                   | -                   | 1     | 0     |
| Total sur la carrière | Total sur la carrière | Total sur la carrière | 133         | 5           | 1                     | 0                     | -                              | 22                             | 2                              | -                   | 17                  | 1                   | 173   | 8     |

### But international
| No | Date           | Lieu                                                     | Adversaire | Résultat | Compétition                        |
| -- | -------------- | -------------------------------------------------------- | ---------- | -------- | ---------------------------------- |
| 1  | 6 février 2013 | Estadio Olímpico Metropolitano, San Pedro Sula, Honduras | États-Unis | 2-1      | Qualifications Coupe du monde 2014 |